# Aleksander Mazurek
Aleksander Paweł Mazurek (ur. 4 lipca 1950, zm. 10 stycznia 2024) – polski farmaceuta i fizyk, nauczyciel akademicki. 

## Życiorys
Syn Andrzeja i Pelagii Mazurków. Ukończył studia na Wydziale Farmaceutycznym Warszawskiego Uniwersytetu Medycznego oraz na Wydziale Fizyki Uniwersytetu Warszawskiego, prof. dr hab. farmacji. Był wieloletnim dyrektorem Narodowego Instytutu Leków i w latach 1979-2023 kierownikiem jego Zakładu Leków Syntetycznych. Ponadto był kierownikiem Zakładu Chemii Leków Wydziału Farmaceutycznego Warszawskiego Uniwersytetu Medycznego. 
Był jednym z inicjatorów systemu rejestracji leków, kontroli ich jakości i nadzoru nad badaniami klinicznymi, a także przewodniczącym Komisji ds. Produktów Leczniczych w Urzędzie Rejestracji Produktów Leczniczych, Wyrobów Medycznych i Produktów Biobójczych i przewodniczącym zespołu koordynacyjnego ds. harmonizacji dokumentacji produktów leczniczych z wymaganiami Unii Europejskiej. 
Był ekspertem WHO, członkiem Komisji Farmakopei Polskiej, przedstawicielem Polski w Pharmaceutical Forum i w Standing Committee w Brukseli.  Należał do Polskiego Towarzystwa Farmaceutycznego i był jego wiceprezesem w latach 2001-2004. W latach 1990–2019 pełnił funkcję redaktora naczelnego czasopisma Acta Poloniae Pharmaceutica – Drug Research, a następnie był jego jego redaktorem honorowym. 
24 kwietnia 2017 roku został odznaczony Krzyżem Kawalerskim Orderu Odrodzenia Polski.
Mieszkał na warszawskim Żoliborzu. Zmarł 10 stycznia 2024 roku 26 stycznia odbył się jego pogrzeb w Kościele św. Stanisława Kostki w Warszawie. Został pochowany w grobowcu rodzinnym na Cmentarzu Wojskowym na Powązkach w Warszawie.